# صلاح‌الدین فاروقی
عبدالحمید ملازاده، مشهور به صلاح‌الدین فاروقی، بنیان‌گذار و رهبر گروه جیش‌العدل از فروردین ۱۳۹۱ است. او قبلاً از اعضای مهم گروه جندالله بوده است که پس از انحلال این گروه به پاکستان گریخت و در آنجا گروه جیش‌العدل را تشکیل داد.